# Asuka-dera

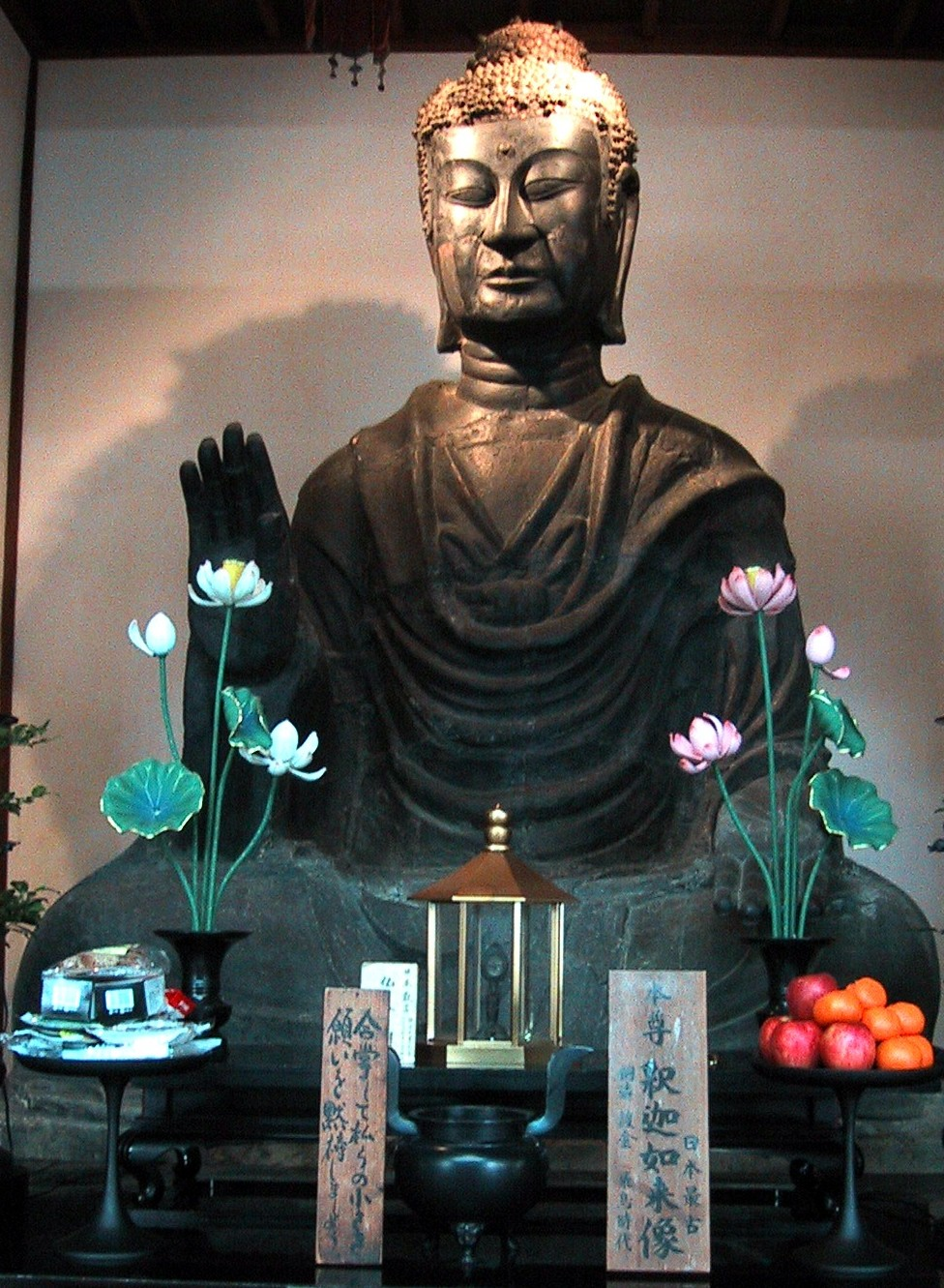
Gran Buda de Asuka-dera.

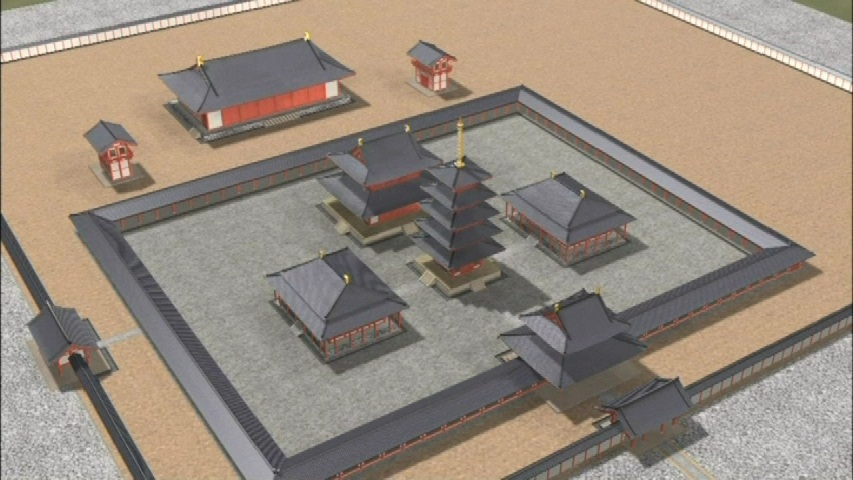
Complejo de Asuka-dera.

Asuka-dera (飛鳥寺?) o Asukadera, también conocido como Hōkō-ji (法興寺?), es un templo budista en Asuka, Prefectura de Nara. Asuka-dera está considerado como uno de los templos más antiguos de Japón y el primer complejo monástico budista del Japón.

## Complejo del templo

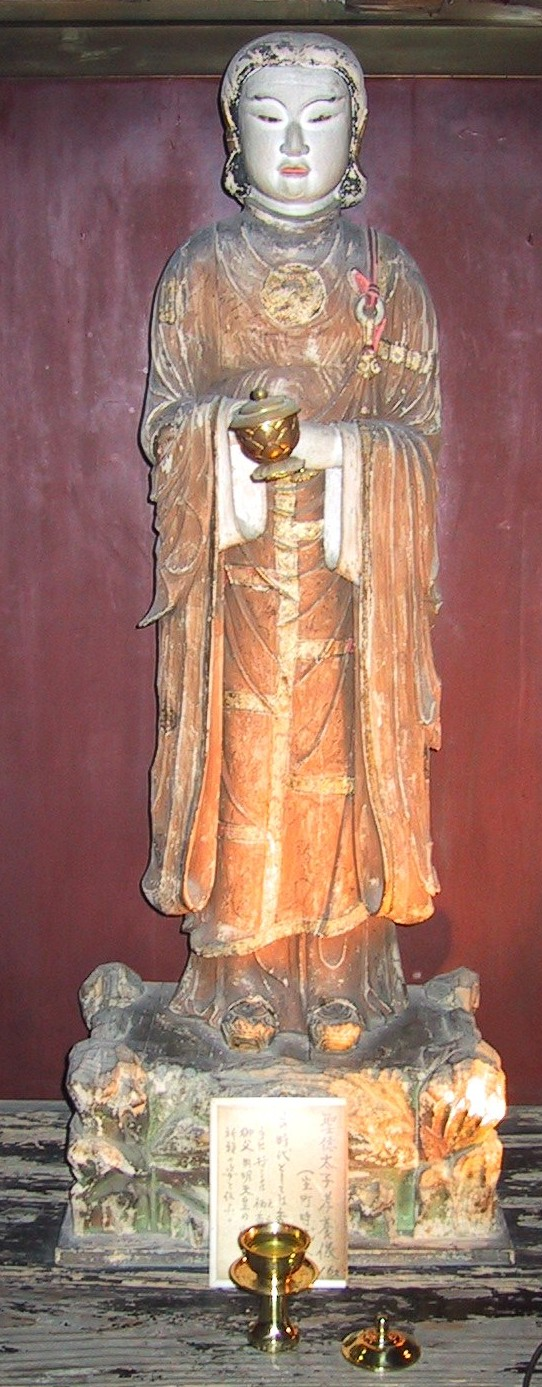
Escultura del Príncipe Shōtoku representado como un bodhisattva en Asuka-dera.

Existen varios registros que se refieren al origen del templo, como el Nihongi y el Fusō-ryakuki. Los edificios originales de lo que entonces se llamaba Hōkō-ji se construyeron en el 588, poco después de la introducción del budismo en Japón, bajo las órdenes de Soga no Umako. El templo se construyó bajo la guía de artesanos del antiguo reino coreano de Baekje.
Después de la transferencia de la capital de Asuka a Heijō-kyō (ahora la ciudad de Nara), los edificios del Asuka-dera también fueron movidos del sitio original en Asuka a Nara en el 718, y se fue desarrollando un enorme templo bajo el nombre de Gangō-ji. El lugar original del Hōkō-ji también se mantuvo como un templo, que ha logrado sobrevivir hasta la actualidad.
El principal objeto de culto en Asuka-dera es el Gran Buda de bronce, que se dice que fue hecho por Kuratsukuri no Tori a principios del siglo VII. Esta estatua está designada como Bien Cultural Importante de Japón.